# Lars Riedel
Lars Riedel (Zwickau; 28 de junio de 1967) es un atleta alemán especializado en el lanzamiento de disco. Ocupa la sexta posición en la máxima distancia de lanzamiento de disco de todos los tiempos con una marca personal de 71,50m.
Riedel comenzó su carrera como lanzador de disco en la antigua República Democrática Alemana (RDA). Creció en Thurn, cerca de Zwickau. En 1983 se unió al SC Karl-Marx-Stadt. Sus primeras competiciones importantes fueron el campeonato mundial juvenil de 1986 y los Campeonatos de Europa de Atletismo de 1990 pero sin mucho éxito. Cuandó cayó la RDA perdió a su entrenador y Lars Riedel paró de entrenar regularmente. Cuando conoció a su nuevo entrenador Karlheiz Steinmetz de USC Maguncia continuó su carrera deportiva. En los años 1990 se convirtió en una figura dominante en la modalidad de lanzamiento de disco en Alemania. Con su buena constitución física (1,99 m, 115 kg) participó en los Juegos Olímpicos de Atlanta 1996. Allí ganó su único título Olímpico, una medalla de oro. Además ha ganado el Campeonato mundial cinco veces.
Para ayudar a su cuerpo a recuperarse de los duros entrenamientos, Riedel tiene terapia física diaria para mejorar su movilidad, 
administrada por un fisioterapeuta. Está separado de su mujer Kerstin, con la cual tuvo un hijo, Robert.

## Logros
- Título Olímpico en 1996 en Atlanta (inválido – inválido – 65,40 m – 63,10 m – 69,40 m – 69,24 m).
- 5 veces campeón del mundo (1991, 1993, 1995, 1997, 2001).
- Campeón Europeo (1998).
- Tercer lugar en el Campeonato Mundial de 1999.
- Segundo lugar en los Juegos Olímpicos de Sídney 2000.
- 10 veces campeón alemán.

| Predecesor: Romas Ubartas | Campeón Olímpico de lanzamiento de disco Atlanta 1996 | Sucesor: Virgilijus Alekna |

- Datos: Q368472
- Multimedia: Lars Riedel / Q368472